# Saropogon fascipes
Saropogon fascipes är en tvåvingeart som beskrevs av Frederick Wollaston Hutton 1902. Saropogon fascipes ingår i släktet Saropogon och familjen rovflugor. Inga underarter finns listade i Catalogue of Life.